# Xenarthra (Chrysomelidae)
Xenarthra là một chi bọ cánh cứng trong họ Chrysomelidae.
Chi này được miêu tả khoa học năm 1861 bởi Baly.

## Các loài
Các loài trong chi này gồm:
- Xenarthra cervicornis Baly, 1861
- Xenarthra lewisi Jacoby, 1887
- Xenarthra mirabilis Jacoby, 1887
- Xenarthra unicolor Jacoby, 1887